# 恵那市山岡郷土史料館
恵那市山岡郷土史料館（えなしやまおかきょうどしりょうかん）は、岐阜県恵那市山岡町にある博物館。
山岡郷土史料館ともいう。

## 概要
- 山岡地区の文化財の収集保存、公開する施設である[1]。1978年（昭和53年）、恵那郡山岡町の山岡町郷土史料館として開館[1][2]。2004年（平成16年）に合併で恵那市となると、恵那市山岡郷土史料館に改称する。
- 山岡町内から出土した土器、石器。古文書や民具などを展示する。

## 利用案内
- 所在地：岐阜県恵那市山岡町下手向1805-2
- 開館時間：9:00 - 16:00（平日）、9:00 - 12:00（土曜日）　[1]
- 休館日：日曜日、祝日、年末年始（12月29日 - 1月3日）[1]
- 入館料：無料[1]

## 交通アクセス

### 公共交通機関
- 明知鉄道山岡駅下車、徒歩約30分
- 恵那市自主運行バス瑞浪＝山岡線、吹越線、田代＝下手向線「山岡振興事務所前」バス停より徒歩約12分

## 周辺施設
- 恵那市役所山岡振興事務所
- 山岡農村環境改善センター
- 恵那市立山岡小学校
- 岐阜県食品科学研究所寒天研究室
- 恵那市国民健康保険山岡診療所
- JAひがしみの山岡支店